# Печище (Сумская область)

Печище (укр. Печище) — село,
Сульский сельский совет,
Сумский район,
Сумская область,
Украина.
Код КОАТУУ — 5924787307. Население по переписи 2001 года составляло 350 человек.

## Географическое положение
Село Печище находится на берегу реки Сула (в основном на левом),
выше по течению на расстоянии в 0,5 км расположено село Сула,
ниже по течению на расстоянии в 1 км расположено село Перше Травня (Белопольский район).
По селу протекает пересыхающий ручей с запрудой.

## Объекты социальной сферы
- Школа І—ІІ ст.